# 上杉荘
上杉荘（うえすぎのしょう）は、中世に丹波国何鹿郡八田郷（現在の京都府綾部市上杉町・安国寺町付近）にあった荘園。関東管領・戦国大名・米沢藩主となった上杉氏の本貫地として知られる。
詳しい経緯・荘域が不詳であるが、建長4年（1252年）に将軍に補任されて鎌倉に下向する宗尊親王に供奉した勧修寺重房に与えられ、重房はこの荘園の名から家名を「上杉」とした。
また、重房の孫である上杉清子の足利尊氏出産地の候補の一つでもある
そのため、室町幕府成立後、上杉朝定が丹波国何鹿郡・天田郡の分郡守護であったとする説があり、その後も八田郷一帯は上杉氏の所領として記録されるなど、上杉氏が関東地方に本拠地を移した後も八田郷及び上杉荘との関係は長く続いたとみられている。